# Short track ai XXIV Giochi olimpici invernali - 1500 m femminile
La gara dei 1500 metri femminile di short track dei XXIV Giochi olimpici invernali di Pechino è stata disputata il 16 febbraio 2022 sulla pista del Capital Indoor Stadium a partire dalle ore 19:30 (UTC+8). Vi hanno partecipato 36 atlete provenienti da 18 nazioni.
La competizione è stata vinta dalla pattinatrice sudcoreana Choi Min-jeong, mentre l'argento e il bronzo sono andati rispettivamente all'italiana Arianna Fontana e all'olandese Suzanne Schulting.

## Record
Prima della competizione il record del mondo e il record olimpico erano i seguenti:
| Record mondiale | 2'14"354 | Choi Min-jeong Corea del Sud | 12 novembre 2016 Salt Lake City, Stati Uniti |
| Record olimpico | 2'16"993 | Zhou Yang Cina               | 20 febbraio 2010 Vancouver, Canada           |

Durante la competizione è stato battuto il seguente record:
| Data        | Evento       | Atleta         | Nazione       | Tempo    | Record          |
| ----------- | ------------ | -------------- | ------------- | -------- | --------------- |
| 16 febbraio | Semifinale 3 | Choi Min-jeong | Corea del Sud | 2'16"831 | Record olimpico |

## Risultati

### Quarti di finale
Quarto di finale 1
| Pos. | Atleta            | Nazione       | Tempo    | Note |
| ---- | ----------------- | ------------- | -------- | ---- |
| 1    | Choi Min-jeong    | Corea del Sud | 2'20"846 | Q    |
| 2    | Petra Jászapáti   | Ungheria      | 2'22"115 | Q    |
| 3    | Zhang Yuting      | Cina          | 2'22"161 | Q    |
| 4    | Rianne de Vries   | Paesi Bassi   | 2'22"244 | ADV  |
| 5    | Arianna Sighel    | Italia        | 2'22"318 |      |
| 6    | Gwendoline Daudet | Francia       | 2'23"607 |      |

Quarto di finale 2
| Pos. | Atleta            | Nazione       | Tempo    | Note |
| ---- | ----------------- | ------------- | -------- | ---- |
| 1    | Kim A-lang        | Corea del Sud | 2'32"879 | Q    |
| 2    | Arianna Fontana   | Italia        | 2'32"946 | Q    |
| 3    | Corinne Stoddard  | Stati Uniti   | 2'33"329 | Q    |
| 4    | Kamila Stormowska | Polonia       | 2'33"603 |      |
| 5    | Julie Letai       | Stati Uniti   | 2'36"214 | ADV  |
| -    | Anna Seidel       | Germania      | -        | DSQ  |

Quarto di finale 3
| Pos. | Atleta           | Nazione     | Tempo    | Note |
| ---- | ---------------- | ----------- | -------- | ---- |
| 1    | Kristen Santos   | Stati Uniti | 2'21"027 | Q    |
| 2    | Xandra Velzeboer | Paesi Bassi | 2'21"148 | Q    |
| 3    | Sumire Kikuchi   | Giappone    | 2'23"359 | Q    |
| 4    | Danaé Blais      | Canada      | -        | DNF  |
| -    | Zsófia Kónya     | Ungheria    | -        | DSQ  |
| -    | Olga Tikhonova   | Kazakistan  | -        | DSQ  |

Quarto di finale 4
| Pos. | Atleta               | Nazione   | Tempo    | Note |
| ---- | -------------------- | --------- | -------- | ---- |
| 1    | Courtney Sarault     | Canada    | 2'20"365 | Q    |
| 2    | Anna Vostrikova      | ROC       | 2'21"113 | Q    |
| 3    | Han Yutong           | Cina      | 2'21"191 | Q    |
| 4    | Michaela Hrůzová     | Rep. Ceca | 2'21"278 | q    |
| 5    | Valentina Aščić      | Croazia   | 2'21"456 |      |
| 6    | Tifany Huot-Marchand | Francia   | 2'23"784 |      |

Quarto di finale 5
| Pos. | Atleta           | Nazione       | Tempo    | Note |
| ---- | ---------------- | ------------- | -------- | ---- |
| 1    | Kim Boutin       | Canada        | 2'17"739 | Q    |
| 2    | Lee Yu-bin       | Corea del Sud | 2'17"851 | Q    |
| 3    | Cynthia Mascitto | Italia        | 2'20"268 | Q    |
| 4    | Yuki Kikuchi     | Giappone      | 2'22"192 |      |
| 5    | Shione Kaminaga  | Giappone      | 2'22"261 |      |
| 6    | Uljana Dubrova   | Ucraina       | 2'26"832 |      |

Quarto di finale 6
| Pos. | Atleta                | Nazione     | Tempo    | Note |
| ---- | --------------------- | ----------- | -------- | ---- |
| 1    | Suzanne Schulting     | Paesi Bassi | 2'18"810 | Q    |
| 2    | Hanne Desmet          | Belgio      | 2'18"931 | Q    |
| 3    | Sof'ja Prosvirnova    | ROC         | 2'19"432 | Q    |
| 4    | Zhang Chutong         | Cina        | 2'19"839 | q    |
| 5    | Natalia Maliszewska   | Polonia     | 2'25"850 |      |
| 6    | Ekaterina Efremenkova | ROC         | -        | DNF  |

### Semifinali
Semifinale 1
| Pos. | Atleta             | Nazione       | Tempo    | Note |
| ---- | ------------------ | ------------- | -------- | ---- |
| 1    | Lee Yu-bin         | Corea del Sud | 2'22"157 | QA   |
| 2    | Arianna Fontana    | Italia        | 2'22"196 | QA   |
| 3    | Kim Boutin         | Canada        | 2'22"371 | QB   |
| 4    | Kim A-lang         | Corea del Sud | 2'22"420 | QB   |
| 5    | Sof'ja Prosvirnova | ROC           | 2'22"546 |      |
| 6    | Corinne Stoddard   | Stati Uniti   | 2'22"632 |      |
| 7    | Zhang Chutong      | Cina          | 2'26"717 |      |

Semifinale 2
| Pos. | Atleta            | Nazione     | Tempo    | Note |
| ---- | ----------------- | ----------- | -------- | ---- |
| 1    | Suzanne Schulting | Paesi Bassi | 2'18"942 | QA   |
| 2    | Hanne Desmet      | Belgio      | 2'19"001 | QA   |
| 3    | Cynthia Mascitto  | Italia      | 2'20"272 | QB   |
| 4    | Michaela Hrůzová  | Rep. Ceca   | 2'21"386 | QB   |
| 5    | Kristen Santos    | Stati Uniti | 2'31"067 | ADVB |
| 6    | Sumire Kikuchi    | Giappone    | -        | ADVB |
| -    | Petra Jászapáti   | Ungheria    | -        | DSQ  |

Semifinale 3
| Pos. | Atleta           | Nazione       | Tempo    | Note |
| ---- | ---------------- | ------------- | -------- | ---- |
| 1    | Choi Min-jeong   | Corea del Sud | 2'16"831 | QA,  |
| 2    | Han Yutong       | Cina          | 2'17"112 | QA   |
| 3    | Xandra Velzeboer | Paesi Bassi   | 2'18"303 | QA   |
| 4    | Courtney Sarault | Canada        | 2'18"316 | QB   |
| 5    | Rianne de Vries  | Paesi Bassi   | 2'18"712 |      |
| 6    | Zhang Yuting     | Cina          | 2'18"741 |      |
| 7    | Anna Vostrikova  | ROC           | 2'20"705 |      |
| 8    | Julie Letai      | Stati Uniti   | 2'23"315 |      |

### Finali
Finale A
| Pos.    | Atleta            | Nazione       | Tempo    | Note |
| ------- | ----------------- | ------------- | -------- | ---- |
| Oro     | Choi Min-jeong    | Corea del Sud | 2'17"789 |      |
| Argento | Arianna Fontana   | Italia        | 2'17"862 |      |
| Bronzo  | Suzanne Schulting | Paesi Bassi   | 2'17"865 |      |
| 4       | Hanne Desmet      | Belgio        | 2'18"711 |      |
| 5       | Xandra Velzeboer  | Paesi Bassi   | 2'18"781 |      |
| 6       | Lee Yu-bin        | Corea del Sud | 2'18"825 |      |
| 7       | Han Yutong        | Cina          | 2'19"060 |      |

Finale B
| Pos. | Atleta           | Nazione       | Tempo    | Note |
| ---- | ---------------- | ------------- | -------- | ---- |
| 8    | Sumire Kikuchi   | Giappone      | 2'37"915 |      |
| 9    | Kristen Santos   | Stati Uniti   | 2'45"492 |      |
| 10   | Kim Boutin       | Canada        | 2'45"568 |      |
| 11   | Courtney Sarault | Canada        | 2'45"606 |      |
| 12   | Cynthia Mascitto | Italia        | 2'45"697 |      |
| 13   | Kim A-lang       | Corea del Sud | 2'45"707 |      |
| 14   | Michaela Hrůzová | Rep. Ceca     | 2'46"664 |      |